# 琴丘森岳本線料金所
琴丘森岳本線料金所（ことおかもりたけほんせんりょうきんじょ）は秋田県山本郡三種町にある秋田自動車道の本線料金所である。
八竜IC以北が無料区間であるため、琴丘森岳IC北側の本線上に設置された。秋田方面からの車はここで料金を精算し、八竜IC方面からのETC車以外は通行券を受け取る。
琴丘森岳という名前が付いているが、秋田方面から来た場合は、当料金所手前の琴丘森岳ICまでではなく八竜ICまでの料金が徴収され、能代方面から来た場合は、当料金所通過後すぐの琴丘森岳ICからではなく八竜ICからの料金が徴収される。

## 道路
- E7 秋田自動車道

## 料金所施設
ブース数：4

### 下り線
- ブース数：2
  - ETC専用：1
  - 一般：1

### 上り線
- ブース数：2
  - ETC専用：1
  - 一般：1

## 隣
E7 秋田自動車道
(11)琴丘森岳IC - 琴丘森岳TB - (12)八竜IC